# Ribellione di Hōgen
La ribellione di Hōgen (保元の乱?, Hōgen no ran) fu una breve guerra civile combattuta dal 28 luglio al 16 agosto 1156 per risolvere una disputa riguardo alla successione imperiale. La disputa riguardò anche il controllo esercitato dalla famiglia Fujiwara che deteneva la reggenza dal periodo Heian.
La ribellione produsse conseguenze inaspettate in quanto creò la base per lo sviluppo del dominio dei clan di samurai, ed è pertanto considerata l'inizio della catena di eventi che produsse la prima "samuraiocrazia" nella storia del Giappone.

## Contesto
Nel 1155, alla corte imperiale scoppiò un conflitto che vide protagoniste tre figure: nonostante infatti il precedente imperatore Toba e poi suo figlio Sutoku avessero abdicato, entrambi avevano intenzione di continuare a detenere varie forme di potere durante il regno dell'imperatore Konoe, ma quando egli morì in giovane età le dinamiche di fazione cambiarono.
Il 23 agosto 1155, nel quattordicesimo anno del regno di Konoe-tennō, l'imperatore morì, e si aprì una disputa su chi dovesse essere il suo successore. Lo scontro fra due figli del precedente imperatore Toba fu accompagnato da divisioni all'interno delle varie famiglie kuge e di altri: Toba aveva costretto uno dei suoi figli ad abdicare in favore di un altro avuto da una diversa consorte, e dopo il 1142 anche il precedente imperatore Sutoku aveva sperato che suo figlio sarebbe succeduto all'imperatore Konoe. Le sue aspettative furono però vanificate dall'ascesa al trono (sokui) di un altro figlio di Toba, il quartogenito, che poi divenne l'imperatore Go-Shirakawa.
Il 20 luglio 1156 l'ex-imperatore Toba morì all'età di 54 anni, e in seguito alla sua morte iniziò il conflitto tra coloro che erano fedeli al regnante imperatore Go-Shirakawa e i sostenitori dell'imperatore in ritiro Sutoku. La contesa fra le due fazioni non riguardò solo il possesso del trono ma anche la continua presenza del governo del chiostro.

## Conflitto
Il conflitto scoppiò tra Go-Shirakawa e Sutoku, entrambi figli di Toba. Fujiwara no Tadamichi, primogenito del reggente Fujiwara no Tadazane, si schierò dalla parte di Go-Shirakawa, mentre suo fratello minore Fujiwara no Yorinaga si alleò con Sutoku. Le due fazioni chiesero entrambe aiuto ai clan samuraici dei Minamoto e dei Taira. Minamoto no Tameyoshi, capo del clan dei Minamoto, e Taira no Tadamasa, capo del contingente Taira, si schierarono con Sutoku e Yorinaga. Al contrario, Minamoto no Yoshitomo, primogenito di Miyamoto no Tameyoshi, e Taira no Kiyomori, capo del clan Taira e nipote di Taira no Tadamasa, decisero di supportare Go-Shirakawa e Tadamichi.
Il 28 luglio 1156 i due schieramenti si scontrarono a Kyōto. Nella fazione di Sutoku, Minamoto no Tametomo (figlio di Minamoto no Tameyoshi) suggerì un attacco notturno al palazzo nemico, ma Fujiwara no Yorinaga rifiutò questa strategia. Nel frattempo, il loro nemico Minamoto no Yoshitomo ebbe la stessa idea, e al contrario dei loro oppositori la seguì.
La notte del giorno seguente Kiyomori e Yoshitomo condussero 600 uomini a cavallo all'attacco di Sutoku durante l'assedio del palazzo di Shirakawa. Kiyomori attaccò l'entrata ovest, difesa da Tametomo, che respinse le forze nemiche grazie ai suoi formidabili arcieri. Successivamente Yoshitomo attaccò Tametomo, ma fu a sua volta respinto. I samurai di Sutoku combatterono strenuamente, e la battaglia continuò. Yoshitomo suggerì di appiccare fuoco al palazzo nemico. A questo punto gli alleati di Sutoku, trovatisi a dover combattere anche le fiamme oltre alle forze di Go-Shirakawa, furono costretti a fuggire, lasciando gli alleati di Go-Shirakawa vittoriosi sul campo di battaglia.

## Esito
Le forze dell'imperatore Go-Shirakawa sconfissero i sostenitori dell'ex-imperatore Sutoku. Questo permise a Go-Shirakawa di abdicare continuando comunque ad esercitare i poteri imperiali. Go-Shirakawa divenne il nuovo imperatore in ritiro nel 1158, e avrebbe continuato ad esercitare i suoi poteri durante il regno dei successivi cinque imperatori Nijō, Rokujō, Takakura, Antoku, e Go-Toba. La sua influenza cessò solo alla sua morte, nel 1192. Sutoku fu esiliato nella provincia dello Shikoku di Sanuki; Fujiwara no Yorinaga fu ucciso in battaglia; Minamoto no Tameyoshi e Taira no Tadamasa furono giustiziati. Tametomo sopravvisse alla battaglia ma fu costretto a fuggire.
Minamoto no Yoshitomo divenne capo del suo clan dopo la morte del padre, e insieme a Taira no Kiyomori riuscì a fare in modo che i due clan samuraici diventassero forze politiche di rilievo a Kyōto.

### Conseguenze
Gli effetti della ribellione di Hōgen e della rivalità tra i clan Taira e Minamoto porteranno nel 1159 alla ribellione di Heiji.
I tre racconti di guerra (gunki monogatari) Hōgen monogatari, Heiji monogatari e Heike monogatari narrano l'ascesa al potere e la successiva caduta dei clan samuraici dei Taira e dei Minamoto.